# Капитан Петко войвода (село)
Вижте пояснителната страница за други значения на Капитан Петко войвода.
Капитан Петко войвода е село в Южна България. То се намира в Община Тополовград, област Хасково.

## География
Село Капитан Петко войвода се намира в силно насечения Сакарски край. Самото село е разположено на около 8 км източно от общинския център Тополовград. С общинския център се свързва посредством единствения настилен асфалтов път, водещ до селото. Най-близкото селище е село Орешник на около 4 км западно от село Капитан Петко войвода. Най-близката ЖП гара е в град Елхово на 34 км североизточно, най-близкият ГКПП е при село Лесово на българо-турската граница, отстоящо на около 50 км югоизточно, областният център Хасково е на 94 км в западна посока.

## Население
Към 2005 г. населението на селото възлиза на 206 души.
| Година | Население (души) | Година | Население (души) |
| ------ | ---------------- | ------ | ---------------- |
| 1878   | 591              | 1965   | 668              |
| 1893   | 786              | 1985   | 447              |
| 1926   | 885              | 1992   | 361              |
| 1934   | 777              | 2001   | 236              |
| 1946   | 915              | 2011   | 151              |
| 1956   | 878              | 2021   | 84               |

## История
Първоначално селото е носело имената Доганджа, Доганоглу, Доган и Велел. Най-ранните му жители се числели към т.нар. доганджии (соколари) – население, освободено от определени данъци срещу задължение да осигурява и дресира ловни соколи за султански двор. Оттук произлиза и самото име на селото. Едни от първите сведения за Дуганово датират още от 1485 г., когато се споменава в османски документ като мюлк на турския сановник Айаз паша. През XVI век селото става вакъф, средствата от които били давани на мюсюлманския приют в Силиврия, а през средата на следващия XVII в. е отбелязано, че в Дуганово живеели 80 християнски семейства. През следващите векове тенденцията към промяна на етническия състав на селото вероятно е продължила и в края на XIX и началото на ХХ век цялото му население било гръцко (т.нар. кариоти).
След Освобождението на България през 1878 г. селото попада в пределите на Източна Румелия и е включено в състава на Каваклийската околия като център на селска община. След премахването на Каваклийската околия през 1901 г., Дугановската община преминава към Къзълагачка (Елховска) околия, където остава до 1945 г.
През първата половина на 1920-те години Дуганово отново напълно променя етническия си облик. В резултат на Спогодбата Моллов - Кафандарис българското население от Беломорска Тракия е изселено и голяма част от него настанена в района на Сакар, а местното гръцко население се изселва в Гърция. В Дуганово през 1923 – 1924 г. пристигат множество бежанци, които са основно от селата Пишманкьой (Пишмен, Софлийско) и Дерекьой (дн. Пандросос, Гюмюрджинско), както и единични семейства от Дервент (Дедеагачко), Козлукьой (дн. Каридия, Гюмюрджинско), Теке (Софлийско) и Одринска Тракия. Изселилите се от Дуганово гърци се установяват основно в селата Кровили (Гюмюрджинско), днес в гръцката област Родопи, и в Антия (Дедеагачко), днес в гръцката област Еврос. След връщането през 1941 г. на Беломорска Тракия в пределите на България, част от дугановското население (основно бежанци от с. Дерекьой) отново заминават по родните места, установявайки се главно в Гюмюрджина и с. Козлукьой, но три години по-късно след гръцката реокупация на областта, са принудени да се завърнат в Дуганово.
След установяването на народната власт (9 септември 1944 г.) в селото настъпват значителни промени, свързани предимно с неговото благоустрояване и стопанско развитие. През 1954 г. то е електрифицирано, а в 1957 г. е извършена колективизация на земята и създадено ТКЗС „Сила“. По това време Дуганово е лишено от статута на общински център и е включено в състава на Княжевската община (Тополовградска околия), известно време се намира и под административната юрисдикция на съседното село Мрамор.
С Указ № 2902 от 20 декември 1989 г. на председателя на Държавния съвет на НРБ село Дуганово е преименувано на Капитан Петко войвода, в чест на големия български революционер и хайдутин Петко войвода.

## Кметове
| Кмет                           | Мандат                | Помощник-кмет                               |
| Шидер Петров (1)               | 1885 – 07/11/1887     |                                             |
| Шидер Петров (2)               | 07/11/1887-           | Панайот Х. Шидеров                          |
| Костадин Димов                 | 21/05/1893-08/06/1893 | Панайот Карадимитров                        |
| Панайот Карадимитров           | 13/06/1893-           | Манол П. Панайотов                          |
| Димитър [Димов] Димадис        | 28/02/1895-           | Гиню Николов                                |
| Христо Попов (1)               | 31/12/1896-           | Никола Лолов                                |
| Илия Ночов [Ночев]             | 18/12/1898-28/03/1899 | Манол Димов                                 |
| Христо Попов (2)               | 28/03/1899-16/02/1901 | Манол Димов                                 |
| Манол Димов (1)                | 16/02/1901-28/04/1901 | Панайот Шидеров Бануди                      |
| Христо Попов (3)               | 05/05/1901-           | Георги Шидеров                              |
| Христо Попов (4)               | 15/01/1903-           | Георги Иванов Джинуди                       |
| Георги Димитров Бичинаруди     | 15/11/1904-26/05/1905 | Георги Иванов Джимуди                       |
| Георги Шидеров                 | 26/05/1905-23/11/1905 |                                             |
| Манол Димов (2)                | 23/11/1905-           |                                             |
| Панко Димитров                 | 1908 – 19/06/1909     | Панайот Шидеров Баласуди                    |
| Панайот Ш. Баласуди            | 16/06/1909-27/05/1910 | Димитър П. Хаджиев                          |
| Никола Ш. Джинуди              | 27/05/1910-           |                                             |
| Георги Д. Димов                | 1913-                 | Георги Н. Лолуди                            |
| Костадин П. Василев            | 19/08/1915-1920       | Панайот Н. Муков                            |
| Илю [Илия] Георгиев            | 1920 – 1922           |                                             |
| Делю Андонов                   | 1922 – 1923           |                                             |
| Никола Димитракиев             | 06/09/1924-1925       | Георги Д. Паскуди                           |
| Петър С. Сапунджиев (1)        | 1925 – 1926           |                                             |
| Димитър Стоев Кирекчиев        | 1926 – 1928           |                                             |
| Петър С. Сапунджиев (2)        | 1928 – 13/12/1929     |                                             |
| Станко Стоянов                 | 13/12/1929-1930       |                                             |
| Петър Грозев                   | 1930 – 1931           |                                             |
| Никола Русев                   | 1931 – 1932           |                                             |
| Атанас Иванов Каракиров        | 04/05/1932-1934       | Никола П. Дубараджиев                       |
| Ради Куртев Узунов             | 1934                  |                                             |
| Ангел Друмев                   | 1934 – 1935           |                                             |
| Иван Христозов Митев (1)       | 1935                  |                                             |
| Атанас Ангелов Друмев          | 1935-                 |                                             |
| Спас Пенев                     | 1942                  |                                             |
| Стою Пеев Кирекчиев            | 1942 – 1943           |                                             |
| Иван Христозов Митев (2)       | 1943 – 1944           |                                             |
| Димитър Иванов Атанасов        | 1944                  |                                             |
| Никола Атанасов Ляпчев         | 1944 – 1945           |                                             |
| Димитър Петров Домузов         |                       |                                             |
| Вълчо Тънтъров                 |                       |                                             |
| Ради Димитров Куртев           |                       |                                             |
| Ради Костадинов Вълков         |                       |                                             |
| Яни Николов Заптиев            | 1951 –                |                                             |
| Михал Стоянов Тодоров (1)      | 30/05/1976-25/03/1979 |                                             |
| Михал Стоянов Тодоров (2)      | 25/03/1979-1979       |                                             |
| Петър Димитров Домузов         |                       |                                             |
| Вълчо Николов Димитров (1)     | 13/06/1986-07/02/1988 |                                             |
| Вълчо Николов Димитров (2)     | 07/02/1988-13/10/1991 |                                             |
| Димитър Стоянов Берберов       | 13/10/1991-20/10/1995 | няма                                        |
| Вълчо Николов Димитров (3)     | 20/10/1995-2005       | няма                                        |
| Карю Ивилов Карев              | 2005 – 2006           | няма, кметски наместник                     |
| Тодор Вълчев Тодоров (1)       | 2006 – 28/10/2007     | няма, кметски наместник                     |
| Тодор Вълчев Тодоров (2)       | 28/10/2007-2008       | няма, кмет, отстранен с решение на ОбИК     |
| Тодор Атанасов Димитров (и.д.) | 02/09/2008-           | няма, назначен с решение на ОбС-Тополовград |

## Галерия
- Центърът на селото
- Бакалницата на Димитър Стоев Кирекчиев

1. ↑  www.grao.bg